# Molybdeen-100
Molybdeen-100 of 100Mo is een onstabiele radioactieve isotoop van molybdeen, een overgangsmetaal. Het is de enige radio-isotoop van molybdeen die van nature uit op Aarde voorkomt: de abundantie bedraagt 9,63%.
Molybdeen-100 ontstaat onder meer bij het radioactief verval van niobium-100 en technetium-100.

## Radioactief verval
Molybdeen-100 vervalt door dubbel β−-verval tot de stabiele isotoop ruthenium-100:
{\displaystyle {\ce {{^{100}_{42}Mo}->{^{100}_{43}Tc}+{e^{-}}+{\bar {\nu }}_{e}}}}
{\displaystyle {\ce {{^{100}_{43}Tc}->{^{100}_{44}Ru}+{e^{-}}+{\bar {\nu }}_{e}}}}
De halveringstijd bedraagt 8,5 triljoen jaar.
81Mo · 82Mo · 83Mo · 84Mo · 85Mo · 86Mo · 87Mo · 88Mo · 89Mo · 89mMo · 90Mo · 90mMo · 91Mo · 91mMo · 92Mo · 92mMo · 93Mo · 93mMo · 94Mo · 95Mo · 96Mo · 97Mo · 98Mo · 99Mo · 99m1Mo · 99m2Mo · 100Mo · 101Mo · 102Mo · 103Mo · 104Mo · 105Mo · 106Mo · 107Mo · 107mMo · 108Mo · 109Mo · 110Mo · 111Mo · 112Mo · 113Mo · 114Mo · 115Mo · 116Mo · 117Mo · 118Mo